# Grand Prix Formule 1 van Duitsland 1970
De Grand Prix Formule 1 van Duitsland 1970 werd gehouden op 2 augustus op de op de Hockenheimring Baden-Württemberg in Hockenheim. Het was de achtste race van het seizoen.

## Uitslag
| Pos. | Nr. | Coureur              | Constructeur       | Rondes | Tijd / Oorzaak uitval | Grid | Punten |
| ---- | --- | -------------------- | ------------------ | ------ | --------------------- | ---- | ------ |
| 1    | 2   | Jochen Rindt         | Lotus-Ford         | 50     | 1:42:00.3             | 2    | 9      |
| 2    | 10  | Jacky Ickx           | Ferrari            | 50     | 0.7                   | 1    | 6      |
| 3    | 4   | Denny Hulme          | McLaren-Ford       | 50     | + 1:21.8              | 16   | 4      |
| 4    | 17  | Emerson Fittipaldi   | Lotus-Ford         | 50     | + 1:55.1              | 13   | 3      |
| 5    | 21  | Rolf Stommelen       | Brabham-Ford       | 49     | + 1 Ronde             | 11   | 2      |
| 6    | 14  | Henri Pescarolo      | Matra              | 49     | + 1 Ronde             | 5    | 1      |
| 7    | 23  | François Cevert      | March-Ford         | 49     | + 1 Ronde             | 14   |        |
| 8    | 12  | Jo Siffert           | March-Ford         | 47     | Ontsteking            | 4    |        |
| 9    | 7   | John Surtees         | Surtees-Ford       | 46     | Motor                 | 15   |        |
| DNF  | 9   | Graham Hill          | Lotus-Ford         | 37     | Motor                 | 20   |        |
| DNF  | 5   | Chris Amon           | March-Ford         | 34     | Motor                 | 6    |        |
| DNF  | 15  | Clay Regazzoni       | Ferrari            | 30     | Motor                 | 3    |        |
| DNF  | 16  | John Miles           | Lotus-Ford         | 24     | Motor                 | 10   |        |
| DNF  | 1   | Jackie Stewart       | March-Ford         | 20     | Motor                 | 7    |        |
| DNF  | 11  | Mario Andretti       | March-Ford         | 15     | Versnellingsbak       | 9    |        |
| DNF  | 22  | Ronnie Peterson      | March-Ford         | 11     | Motor                 | 19   |        |
| DNF  | 6   | Pedro Rodriguez      | BRM                | 7      | Ontsteking            | 8    |        |
| DNF  | 10  | Jackie Oliver        | BRM                | 5      | Motor                 | 18   |        |
| DNF  | 3   | Jack Brabham         | Brabham-Ford       | 4      | Olielek               | 12   |        |
| DNF  | 8   | Jean-Pierre Beltoise | Matra              | 4      | Ophanging             | 21   |        |
| DNF  | 24  | Peter Gethin         | McLaren-Ford       | 3      | Gaspedaal             | 17   |        |
| DNQ  | 25  | Brian Redman         | De Tomaso-Ford     |        |                       |      |        |
| DNQ  | 20  | Andrea de Adamich    | McLaren-Alfa Romeo |        |                       |      |        |
| DNQ  | 27  | Silvio Moser         | Bellasi-Ford       |        |                       |      |        |
| DNQ  | 26  | Hubert Hahne         | March-Ford         |        |                       |      |        |

## Statistieken
| Pole-position | Jacky Ickx | Ferrari | 1:59.5 |
| Snelste ronde | Jacky Ickx | Ferrari | 2:00.5 |

## Noot
- Dit was de vijftigste Grand Prix-start voor een Mexicaanse coureur.
- Dit was de vijfde pole position en vijfde snelste ronde voor Jacky Ickx en voor een Belgische coureur.
- Eerste rondes als raceleider voor Clay Regazzoni.

1931 · 1932 · 1934 · 1935 · 1936 · 1937 · 1938 · 1939 · 1951 · 1952 · 1953 · 1954 · 1956 · 1957 · 1958 · 1959 · 1961 · 1962 · 1963 · 1964 · 1965 · 1966 · 1967 · 1968 · 1969 · 1970 · 1971 · 1972 · 1973 · 1974 · 1975 · 1976 · 1977 · 1978 · 1979 · 1980 · 1981 · 1982 · 1983 · 1984 · 1985 · 1986 · 1987 · 1988 · 1989 · 1990 · 1991 · 1992 · 1993 · 1994 · 1995 · 1996 · 1997 · 1998 · 1999 · 2000 · 2001 · 2002 · 2003 · 2004 · 2005 · 2006 · 2008 · 2009 · 2010 · 2011 · 2012 · 2013 · 2014 · 2016 · 2018 · 2019